# Falsicingula kurilensis
Falsicingula kurilensis is een slakkensoort uit de familie van de Falsicingulidae. De wetenschappelijke naam van de soort is voor het eerst geldig gepubliceerd in 1905 door Pilsbry.